# 勝負は時の…運だろ?
『勝負は時の…運だろ?』（しょうぶはときのうんだろ）は、高口里純原作、藤崎一也作画による日本のやおい漫画作品である。

## ドラマCD

### スタッフ
- 脚本：沙藤いつき
- キャスティング協力：81プロデュース
- 音響効果：片岡陽三
- 音響監督：山田智明
- 音響プロデューサー：中野徹

### キャスト
- 卯都木丘 - 真殿光昭
- 小川矢絵 - 平松晶子
- 元女子マネ - 小田木美恵

### 歌
くじけない僕
作詞：高口里純、作・編曲：渡辺貴浩、歌手：m.c.T.W with Tetsuro.M
試合後反省会
作詞：高口里純、作・編曲：渡辺貴浩
歌手：結城比呂、緑川光、関智一、中村大樹、山崎たくみ、真殿光昭

## 『勝負は時の…運だろ?SEVEN』
『勝負は時の…運だろ?SEVEN』（しょうぶはときのうんだろ せぶん）は、高口里純による日本のやおい漫画作品である。
『勝負は時の…運だろ?』の赤堀七を主人公にしたスピンオフ作品であり、続編となる。第1巻は同人誌発表作品のため巻数がクレジットされていない。

### 登場人物 (SEVEN)
声の記述は『勝負は時の…運だろ?』ドラマCD版
赤堀七（あかほり なな）声 -  中村大樹
インターハイ常連のN体大付属高校バスケ部の3年生。キャプテン。センター。監督としての三枝は信用しているが、私生活を心配に思い、度々三枝宅を訪問する。
三枝弾（さえぐさ だん）
バスケ部監督。初代男子マネージャーだった。監督業とプライベートで人格が全然違う。バスケットボール選手だったが体を壊し、高校のバスケ部の監督をしている。
今市伊紗（いまいち いさ）声 -  関智一
バスケ部3年。スモールフォワード。
来栖白（くるす きよし）
スポーツ観戦が趣味な理由で、スポーツの名門校・N体大付属高校に入学して来た1年生。足が悪く部活動は控えようとしていたところ、赤堀七にバスケ部の三代目男子マネージャーに勧誘され承諾する。
夏目北斗（なつめ ほくと）声 -  結城比呂
バスケ部2年。ポイントガード。二代目男子マネージャーだったが選手になった。
佐藤ゆり（さとう ゆり）声 -  緑川光
バスケ部2年。パワーフォワード。
磯崎まりお（いそざき まりお）声 - 山崎たくみ
バスケ部2年。ポイントガード。
三の宮一雪（さんのみや かずゆき）
バスケ部2年。ガードフォワード。
鈴木アベル（すずき アベル）声 - 高山勉
東敬高校バスケ部2年。フォワード
高橋不死男（たかはし ふじお）声 - 坪井智浩
東敬高校バスケ部2年。ガードフォワード。
アルバート・オーソン
多くの有名なNBA選手を育てた人物。
浅田さとし（あさだ さとし）
吉野実業高校2年フォワード。N体大付属高校との試合で伊紗に近付いてから伊紗にストーカー行為をするようになる。

### 書誌情報 (SEVEN)
高口里純『勝負は時の…運だろ?SEVEN』〈芳文社・花音コミックス〉全3巻
1. 2003年7月29日発売、ISBN 4-8322-8257-3
2. 2006年2月28日発売、ISBN 4-8322-8385-5
3. 2007年1月29日発売、ISBN 4-8322-8443-6

## 『エースを狙え!（笑）』
「エースを狙え!（笑）」は、高口里純が初めて描いた4コマ漫画である。
- 『勝負は時の…運だろ?』花音コミックス版第1巻
- 『勝負は時の…運だろ?SEVEN』花音コミックス第2巻
- 『勝負は時の…運だろ?SEVEN』花音コミックス第3巻

に描き下ろされている。今市伊紗（＝エース）をネタに作られている。
今市伊紗を主人公とした番外編「エース」が、『勝負は時の…運だろ?SEVEN』花音コミックス第1巻に収録されている。

## 書誌情報
［旧版］高口里純原作、藤崎一也作画『勝負は時の…運だろ?』〈角川書店・あすかコミックスCL-DX〉全5巻
1. 1995年5月1日発売 ISBN 978-4-0485-2571-8
2. 1996年2月1日発売 ISBN 978-4-0485-2644-9
3. 1996年11月1日発売 ISBN 978-4-0485-2754-5
4. 1997年8月1日発売 ISBN 978-4-0485-2861-0
5. 1998年7月1日発売 ISBN 978-4-0485-2955-6

［新装版］高口里純原作、藤崎一也作画『勝負は時の…運だろ?』〈芳文社・花音コミックス〉全3巻
1. 2003年7月29日発売、ISBN 4-8322-8258-1
2. 2003年8月29日発売、ISBN 4-8322-8263-8
3. 2003年9月29日発売、ISBN 4-8322-8268-9